# Marc Knapper
Marc Evans Knapper là một nhà ngoại giao người Mỹ, hiện đang là Đại sứ Hoa Kỳ tại Việt Nam.

## Giáo dục
Knapper lấy bằng Cử nhân tại Đại học Princeton và bằng Thạc sĩ tại Trường Cao đẳng Chiến tranh Quân đội Hoa Kỳ.

## Sự nghiệp
Knapper là thành viên sự nghiệp của Bộ Ngoại giao, hàm Tham tán - Công sứ. Trước đây, ông từng là Đại biện Đại sứ quán Hoa Kỳ tại Seoul, Hàn Quốc và trước đó là Phó trưởng phái bộ của Đại sứ quán. Trước đó, Knapper là Giám đốc Văn phòng Các vấn đề Ấn Độ của Bộ Ngoại giao và là Giám đốc Văn phòng Các vấn đề Nhật Bản của Bộ Ngoại giao. Từ năm 2004 đến năm 2007, ông là tham tán các vấn đề chính trị tại Đại sứ quán Hoa Kỳ tại Hà Nội. Các nhiệm vụ khác của ông bao gồm các vị trí lãnh đạo tại Đại sứ quán Hoa Kỳ tại Baghdad, Iraq và Đại sứ quán Hoa Kỳ tại Tokyo, Nhật Bản. Ông nói được tiếng Nhật, tiếng Hàn và tiếng Việt.
Ngày 15 tháng 4 năm 2021, Tổng thống Joe Biden thông báo ý định đề cử Knapper làm Đại sứ Hoa Kỳ tiếp theo tại Việt Nam. Vào ngày 19 tháng 4 năm 2021, đề cử của ông đã được gửi đến Thượng viện. Knapper được Thượng viện xác nhận bằng bỏ phiếu bằng giọng nói vào ngày 18 tháng 12 năm 2021. Ông tuyên thệ nhậm chức vào ngày 3 tháng 1 năm 2022. Ông trình Quốc thư lên chủ tịch Nguyễn Xuân Phúc vào ngày 11 tháng 2 năm 2022.

## Vinh danh
Knapper là người nhận được nhiều giải thưởng, bao gồm giải thưởng Dịch vụ xuất sắc của Bộ trưởng Ngoại giao, giải thưởng Nhà ngôn ngữ học của năm của Bộ Ngoại giao và giải thưởng Xếp hạng Tổng thống.